# 托克利亞拉胡山
9°20′50″S 77°23′49″W / 9.34722°S 77.39694°W

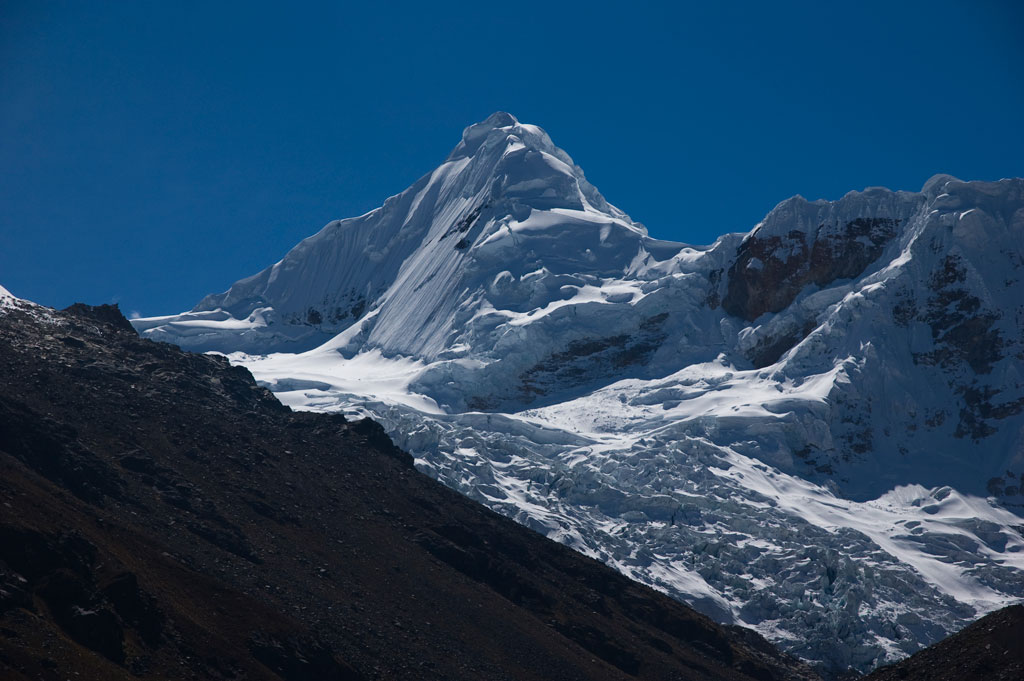

托克利亞拉胡山（西班牙語：Tocllaraju），是秘魯的山峰，位於該國北部安卡什大區的卡爾瓦斯省，屬於安第斯山脈中布蘭卡山脈的一部分，海拔高度約6,034米。